# Twierdzenie proste
Uzasadnienie: Temat twierdzenia prostego jest króciutki i nierozerwalny z odwracaniem twierdzeń
Twierdzenie proste – pojęcie logiczne, używane m.in. w różnych działach matematyki. „Twierdzenie proste” to nazwa dowolnego twierdzenia, z którego konstruuje się twierdzenia odwrotne, przeciwne lub przeciwstawne. Kiedy omawia się twierdzenie i jego odwrotność, nazwa „twierdzenie proste” pozwala uniknąć powtórzeń i skrócić wypowiedź – przykładowo w kontekście twierdzenia odwrotnego do twierdzenia Pitagorasa samo twierdzenie Pitagorasa bywa nazywane twierdzeniem prostym.